# Demonstrativní spotřeba
Demonstrativní spotřeba (též okázalá spotřeba) je spotřeba statků a služeb, jejímž smyslem je hlavně demonstrace bohatství nebo příjmu jednotlivce. Účelem tohoto chování je získání nebo udržení sociálního statusu.

## Historie a vývoj termínu

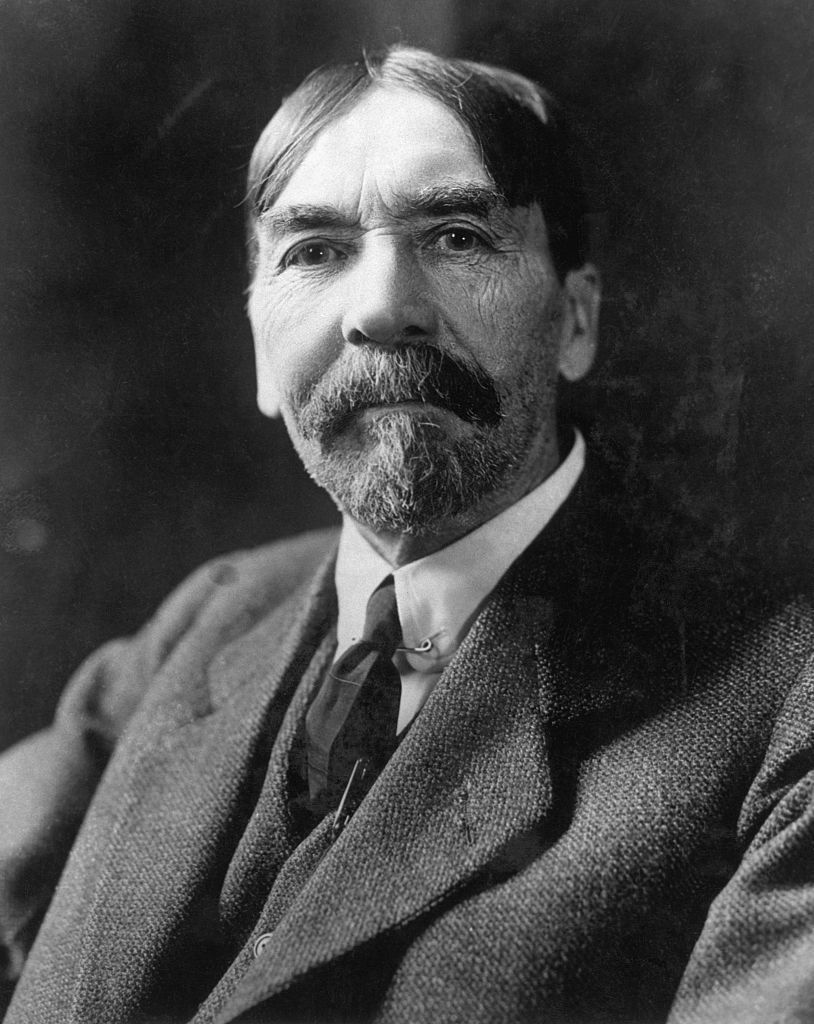
Thorstein Veblen je autorem Teorie zahálčivé třídy a s tím souvisejícím pojmem okázalá spotřeba. Je též považován za spoluzakladatele institucionálního ekonomického hnutí.

Termín demonstrativní spotřeba (conspicuous consumption) poprvé použil ekonom a sociolog Thorstein Veblen v knize Teorie zahálčivé třídy (1899). Veblen použil termín k vyobrazení chování zbohatlíků, sociální třídy, která vznikla v 19. století jako důsledek hromadění peněz v rukou šéfů manufaktur během druhé průmyslové revoluce. V této souvislosti bychom se měli zaměřit na členy vyšší třídy, kteří svým nesmírným bohatstvím dávají najevo svoje vysoké sociální postavení a sílu, ať už skutečnou, nebo jen zdánlivou.
S růstem životní úrovně a vznikem střední třídy během 20. století se tento jev objevil v daleko větší míře v domácnostech a u jednotlivců, jejichž spotřební vzorec se nově řídí demonstrativním užitkem statků, spíše než skutečným, praktickým užitkem. Ve 20. letech 20. století ekonom Paul Nystrom přišel s teorií, že změny v životním stylu, které přišly s průmyslovou revolucí, vyvolaly masové rozšíření „pekuniární kultury“. A tak byla myšlenka demonstrativní spotřeby spojována s návykovým nebo narcistickým chováním, vyvolaným konzumním způsobem života, touhou po okamžitém uspokojení a hédonickém očekávání.
Zatímco demonstrativní spotřeba byla původně zamýšlena jako něco výhradně pro bohaté, nejnovější výzkum ekonomů Kerwina Kofi Charlese, Erika Hursta a profesora financí Nikolaie Roussanova ukázal, že je tento způsob chování rozšířen hlavně mezi chudšími sociálními třídami a v rozvíjejících se ekonomikách. Vystavování bohatství na odiv v těchto skupinách slouží k zastírání dojmu, že člověk je chudý. Často je to kvůli snaze oddálit se od skupiny, která je obecně vnímána jako chudá.
S 21. stoletím se zrodila nová varianta konzumerismu ve formě okázalého soucitu, jež se projevuje darováním velkých obnosů peněz charitě pro demonstrování sociální prestiže dárce.

## Teorie konzumní společnosti

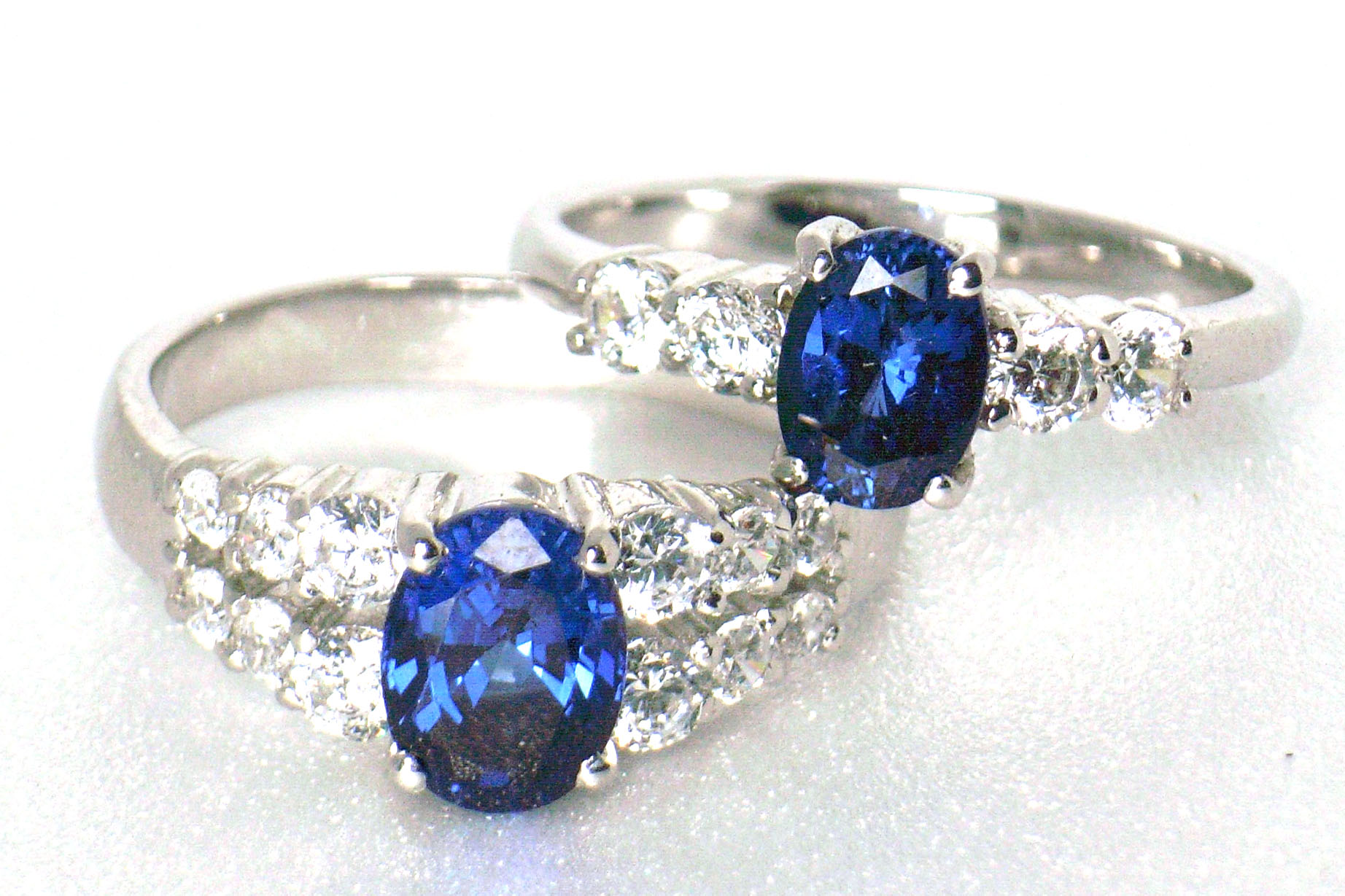
Demonstrativní spotřebou je myšleno nakupování šperků a dalšího luxusního zboží, jehož cílem je dávat najevo ekonomickou sílu majitele utrácením peněz za nepotřebné zboží.

Kritika konzumerismu se objevila již v době Karla Marxe či Thorsteina Veblena. Právě Veblen spojil v 19. století s konzumerismem svůj nový pojem okázalá spotřeba, který měl vysvětlit vnitřní pohnutky příslušníků konzumní společnosti. Na konci 20. století na něj navazovali různí autoři – např. Celia Lury v díle Consumer Culture (1996) , Don Slater v knize Consumer Culture and Modernity (1997), Jean Baudrillard v díle Symbolic Exchange and Death (1998) nebo Geoffrey Miller s úvahou Spent: Sex, Evolution, and the Secrets of Consumerism (2009). Ve svém díle Hiding in the Light (1994) popsal Richard D. Hebdige okázalou spotřebu jakožto formu projevu osobní identity  a zdůraznil důležitou roli reklamy, na což navázal Arthur A. Berger v knize Ads, Fads, and Consumer Culture (2000). Všechny tyto interpretace se však odvíjejí z původní myšlenky Thorsteina Veblena, že okázalá spotřeba vytváří iluzi vyššího sociálního statusu.

## Pierre Bourdieu a demonstrativní spotřeba
Na Thorsteina Veblena nepřímo navázal francouzský sociolog Pierre Bourdieu, který ve svých pracích používá tři důležité pojmy: habitus, kulturní kapitál a ekonomický kapitál. Habitus dle Bourdieua představuje souhrn dispozic jednotlivých aktérů, které jsou tvořeny v procesu socializace. Určuje vnímání, myšlení, jednání, aniž by si to jedinci plně uvědomovali. Na základě podobných znaků tedy habitus rozděluje společnost do jednotlivých skupin s podobným způsobem chování (dělníci, lékaři, politici…). V zásadě Pierre Bourdieu definuje rozdíl mezi pracující a vyšší třídou, kdy prvně zmínění mají tendenci k hromadění věcí, které jsou více praktické než „krásné uměleckého rázu“ a příslušníci vyšší třídy si naopak potrpí na věcech, které mají i jinou než čistě praktickou funkci – tedy funkci uměleckou. Pojem kulturní kapitál je způsob konzumace statků, na který je v dané společenské třídě nahlíženo jako na ten správný, a právě on má potenciální schopnost tvořit společenský status.

## Kritické ohlasy
Podle teorie demonstrativní spotřeby dávání na odiv diskreční kupní síly (schopnosti pořizovat si např. luxusní zboží) nepřináší přímý užitek člověku, který se takto chová, a to na rozdíl od pořizování potravin a placení nájmu, jež přímý fyzický i psychologický užitek představují.
S demonstrativní spotřebou tzv. pozičních statků jsou spojeny některé negativní externality. Ty je možné internalizovat pomocí daně z luxusu uvalené na zboží a služby, jež jsou považovány za předměty okázalé spotřeby. V takovém případě kupující, kterým se díky dani z luxusu sníží zásoba pozičních statků, ztrácejí svůj sociální status ve vztahu k ostatním kupujícím, kterým se naopak demonstrativní spotřeba může zvýšit. Boj o sociální status je tedy ve výsledku hra s nulovým součtem. Vzestup jednoho ve společenském žebříčku lze z definice docílit jedině na úkor jiného.
Pro společnost je tedy utrácení peněz za luxusní zboží ekonomickou ztrátou, podobně jako závody ve zbrojení, při nichž se každá ze stran snaží vojensky vyrovnat svým rivalům, aby neutrpěla ztrátu relativní vojenské síly. V případě okázalé spotřeby daně uvalené na luxusní zboží snižují výdaje společnosti na zboží spojené s vysokým statusem, tím, že je prodražují ve srovnání s ostatním zbožím. V tomto slova smyslu je daň z luxusu vlastně Pigouovou daní, která napravuje selhání trhu, a to z hlediska zvyšování příjmů efektivněji než klasické formy zdanění.